# Longhai
Longhai är ett stadsdistrikt i staden Zhangzhou på prefekturnivå i provinsen Fujian i sydöstra Kina. Det ligger omkring 240 kilometer sydväst om provinshuvudstaden Fuzhou. Området var tidigare en stad på häradsnivå men ombildades i februari 2021.

## Administrativ indelning
Longhai är indelat i ett stadsdelsdistrikt,  elva köpingar, två socknar, varav en etnisk minoritetssocken, samt sex administrativa enheter på sockennivå.
Stadsdelsdistrikt (jiedao):

- Shima (石码街道)

Köpingar (zhen):

- Baishui (白水镇)
- Bangshan (榜山镇)
- Chengxi (程溪镇)
- Dongyuan (东园镇)
- Fugong (浮宫镇)
- Gangwei (港尾镇)
- Haicheng (海澄镇)
- Jiaomei (角美镇)
- Jiuhu (九湖镇)
- Yancuo (颜厝镇)
- Zini (紫泥镇)

Socknar (xiang):

- Dongsi (东泗乡)

Etnisk minoritetssocken (zu xiang) för shefolket:
- Longjiao (隆教畲族乡)

Områden på sockennivå:
- Chengxi Nongchang jordbruk (程溪农场)
- Jiulongling Linchang skogsbruk (九龙岭林场)
- Liangzhongchang frögård (良种场)
- Linxia Linchang skogsbruk (林下林场)
- Shuangdi Huaqiao Nongchang jordbruk (双第华侨农场)
- Zhaoshangju Zhangzhou Kaifaqu utvecklingszon (招商局漳州开发区)